# راجفير بوروهيت
هو طبيب أمريكي من أصل هندي، ومدير جراحة المسالك البولية الترميمية في كلية إيكان للطب في مستشفى ماونت سيناي في مدينة نيويورك، وأُستاذ مشارك في قسم أمراض المسالك البولية.
طور بوروهيت أول نظام تدرج لتضيق الإحليل الأمامي المعروف ب «بورهيت بالافيس» نظام التدرج لتضيق الإحليل الأمامى.
هذا النظام يسمح بقياس وصف وتحليل تضيق الإحليل، ويتم وصفه في مجلة طب المسالك البولية بأنه يقوم بتزويد بناء الجملة العلمية لإقامة شدة تضيق جيدة والتي توجد حاجة ماسة لها
في عام 2018. عينته ماونت سيناي مديراً مشاركاً لأول زمالة لها في جراحة المسالك البولية الترميمية وهى واحدة من 17 من هذه الزمالات في جميع أنحاء العالم اعتباراً من عام 2019  التي تقوم بالتدريب علي أساليب تأكيد النوع الاجتماعي بما في ذلك جراحة رأب المهبل، ورم المبايض ورأب القضيب
المراجع